# Ascoli Satriano
Ascoli Satriano là một đô thị thuộc tỉnh Foggia trong vùng Puglia ở Ý. Đô thị này có diện tích 334 km², dân số 6359 người.
Đô thị này có các làng sau: San Carlo.
Đô thị này giáp với các đô thị sau: 
Candela, Castelluccio dei Sauri, Cerignola, Deliceto, Foggia, Lavello, Melfi, Ordona, Orta Nova, Stornarella.